# فورد گرانادا (اروپا)
مدل اروپایی فورد گرانادا یک خودرو تشریفاتی بود که به وسیله فورد اروپا بین سال‌های ۱۹۷۲ تا ۱۹۹۴ تولید می‌شد.
نسل اول این مدل از ۱۹۷۲ تا ۱۹۷۶ توسط کارخانه آلمانی فورد در کلن و در بریتانیا در کارخانه دگنهام تولید می‌شد. در سال ۱۹۷۶، تولید کلاً به آلمان انتقال یافت. نسخه ابتدایی با مدل نسل دوم در سال ۱۹۷۷ جایگزین شد که تولید آن تا سال ۱۹۸۵ ادامه داشت. نسل سوم این خودرو از سال ۱۹۸۵ تا ۱۹۹۴، در بریتانیا و ایرلند با نام گرانادا شناخته می‌شد در حالی که در سایر بازارهای اروپایی با عنوان فورد اسکورپیو شناخته می‌شد.

## نگارخانه

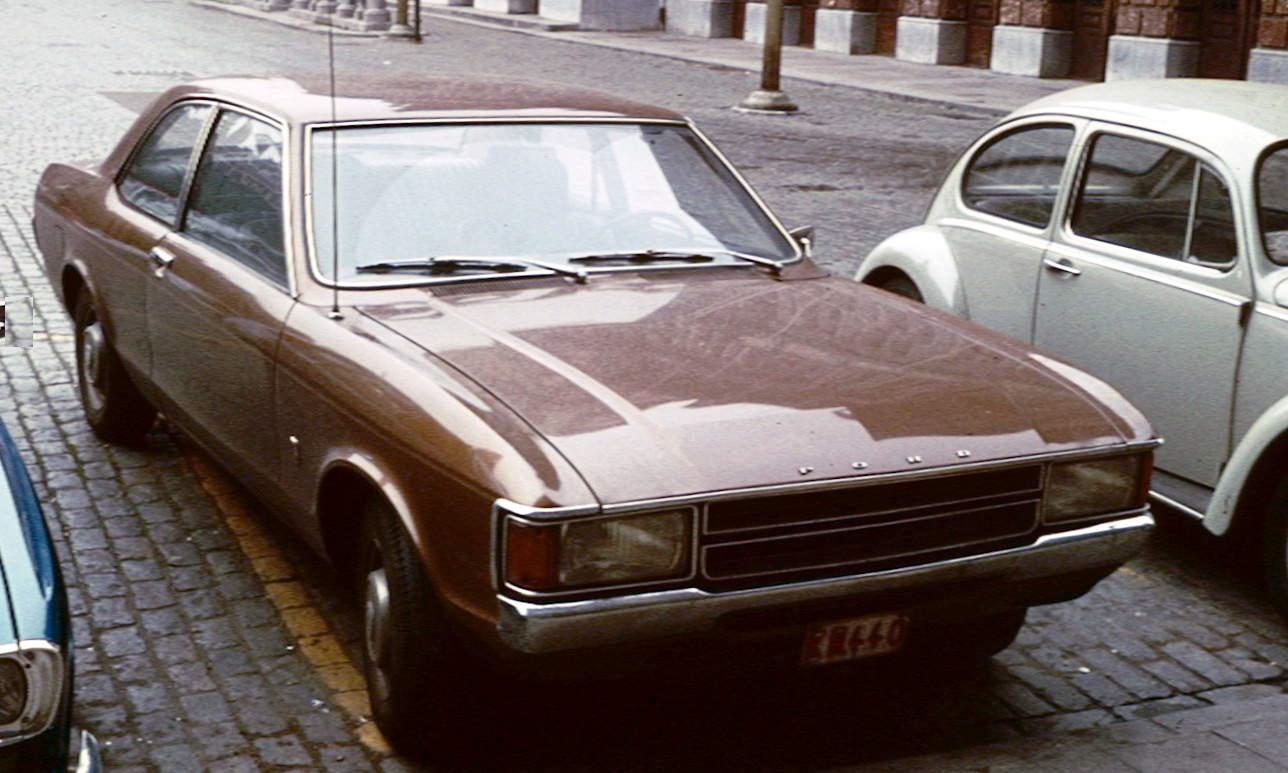
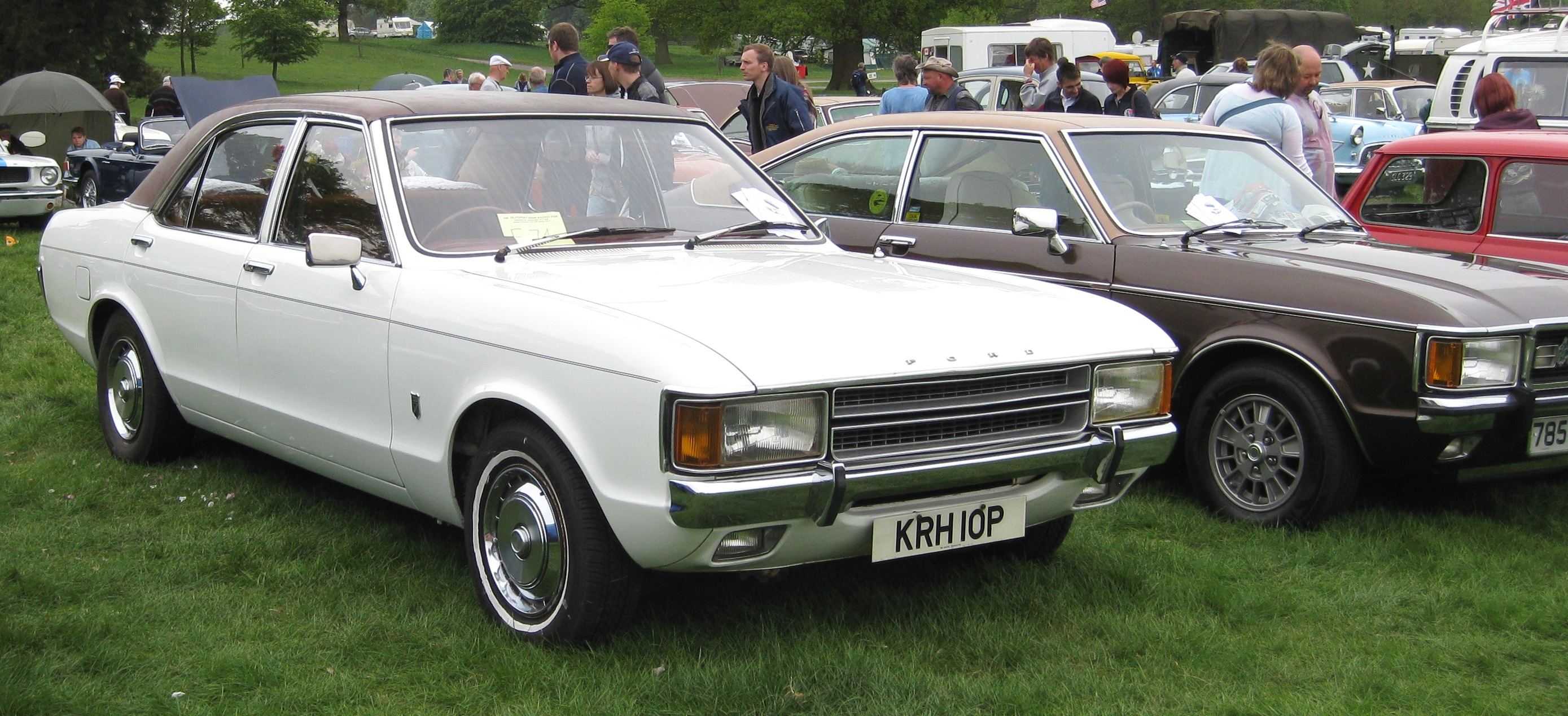
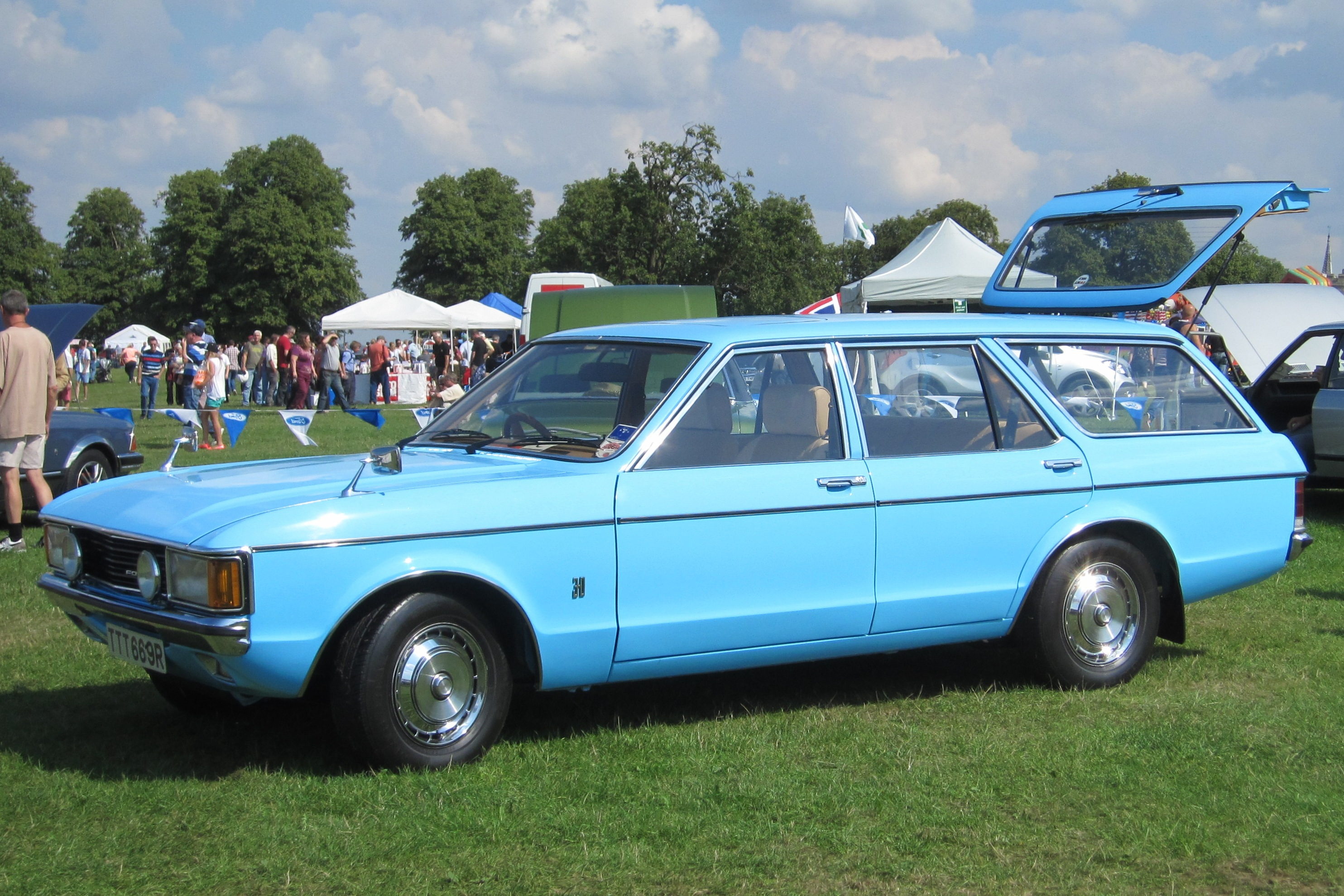
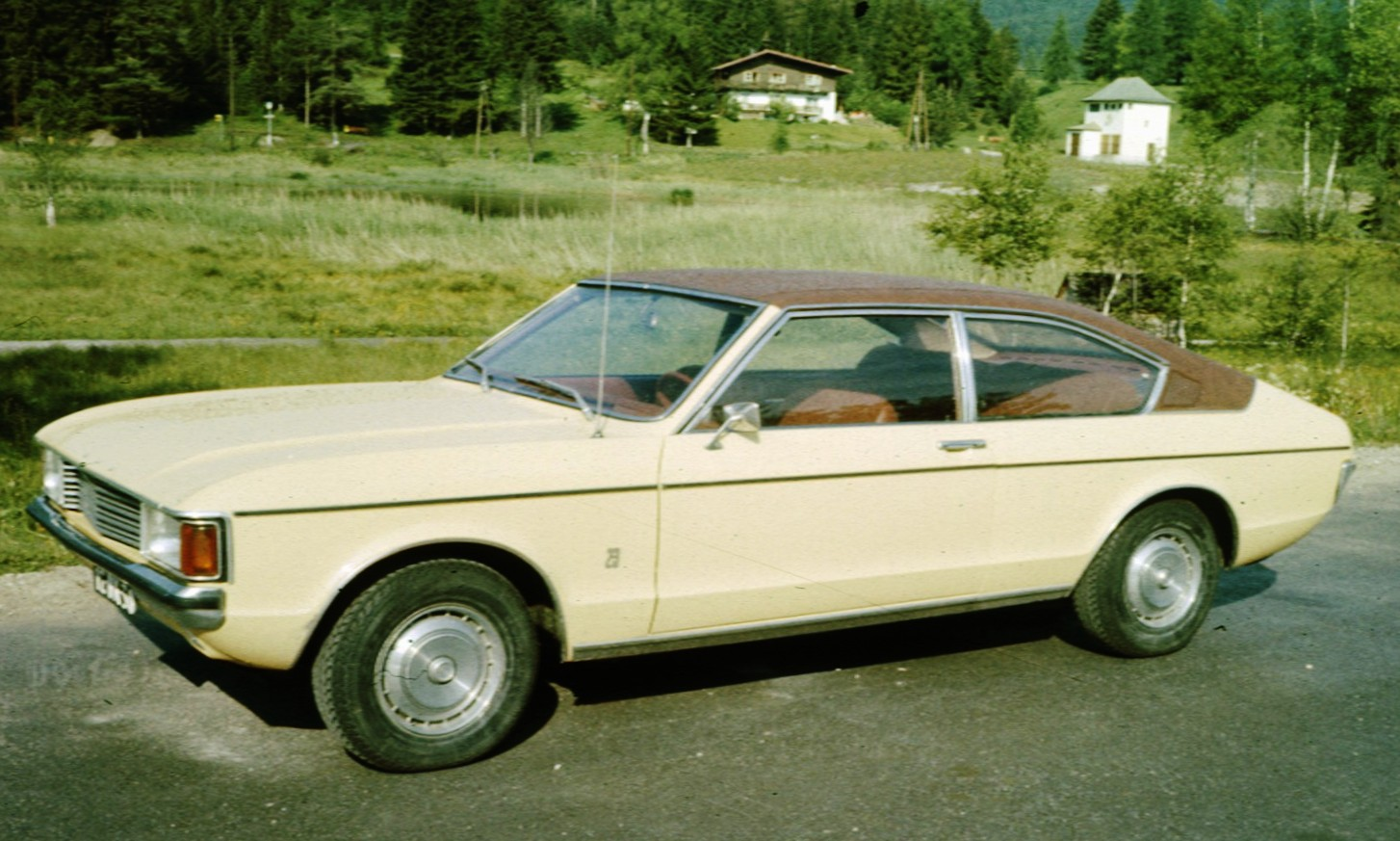
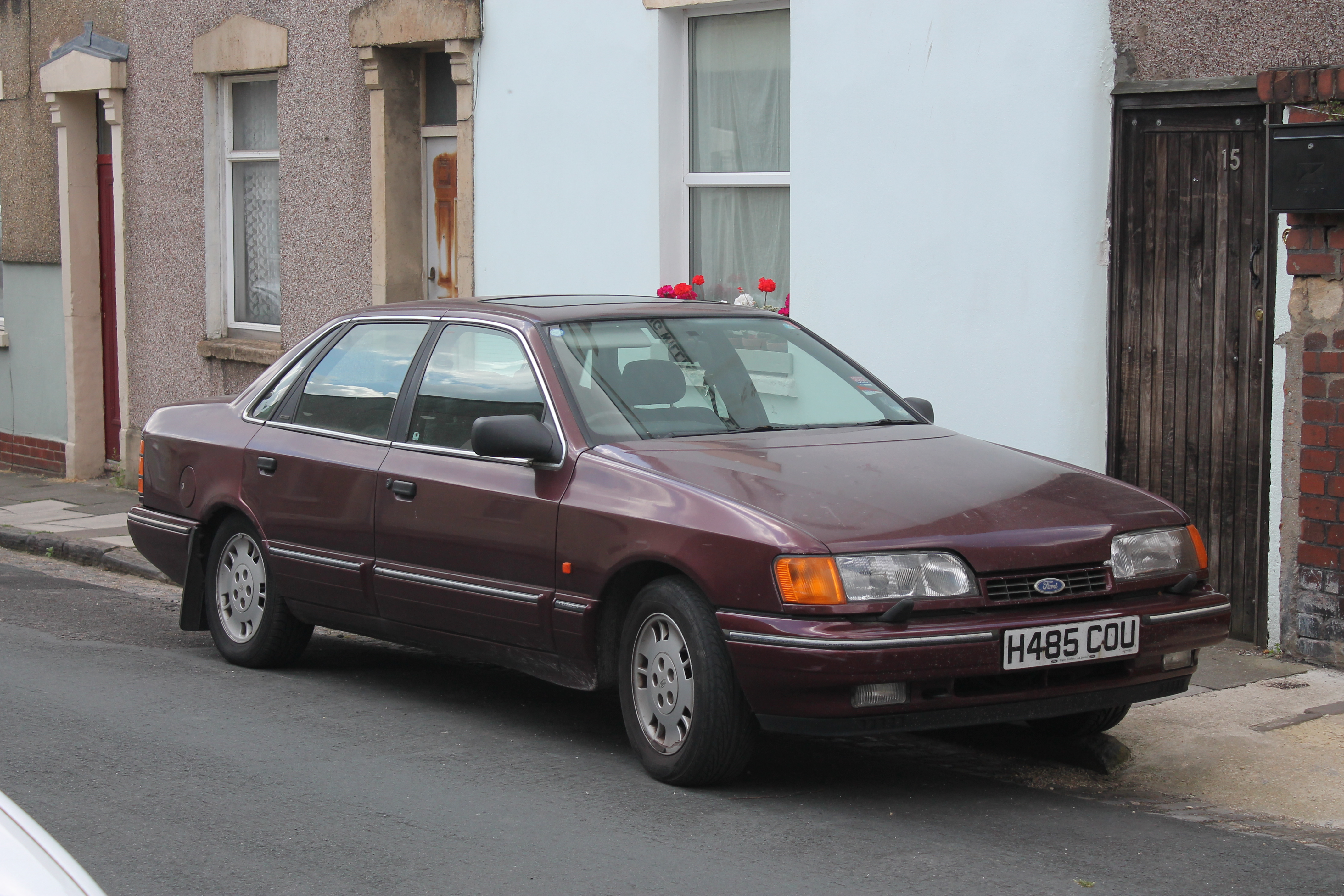
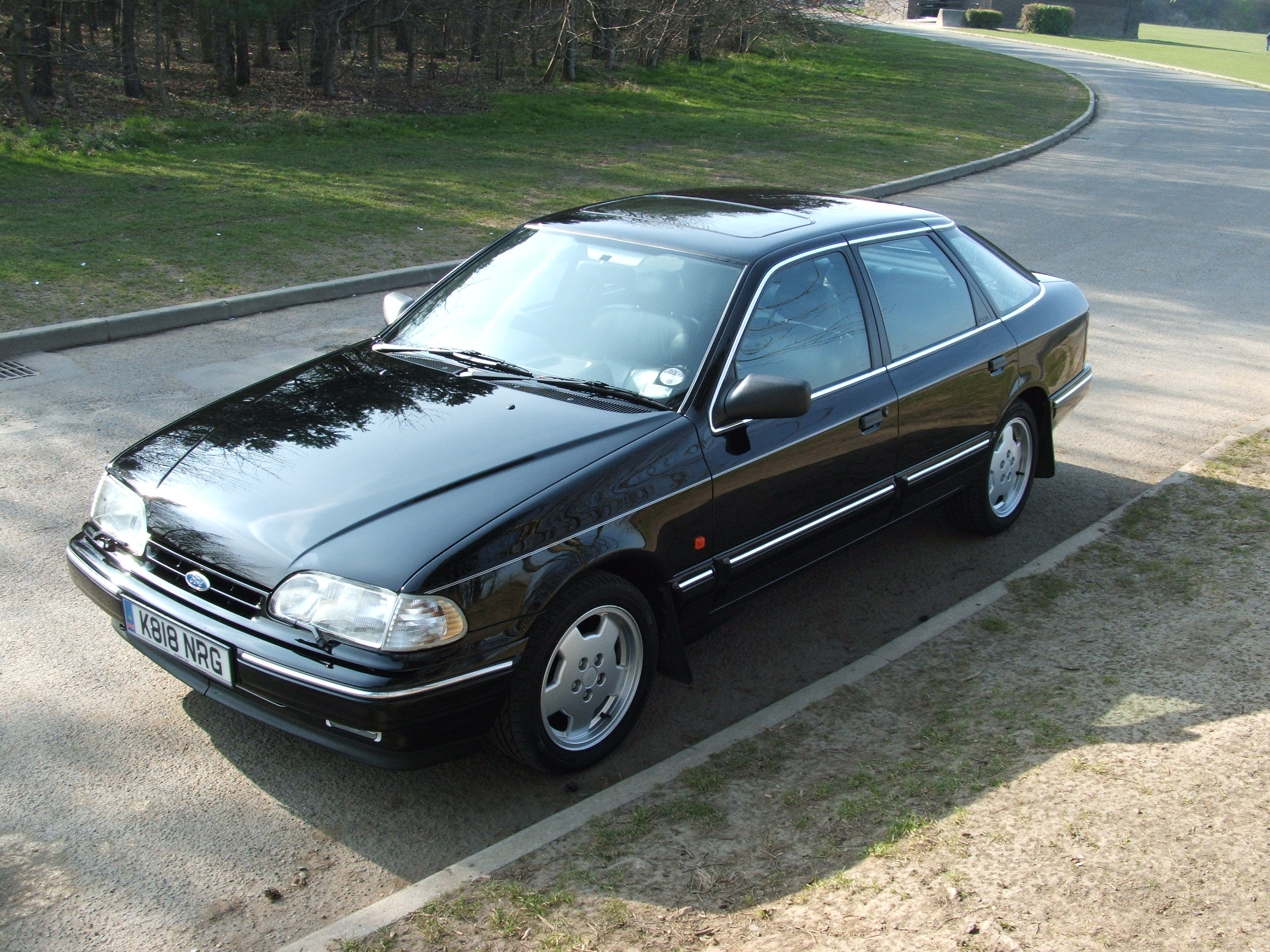
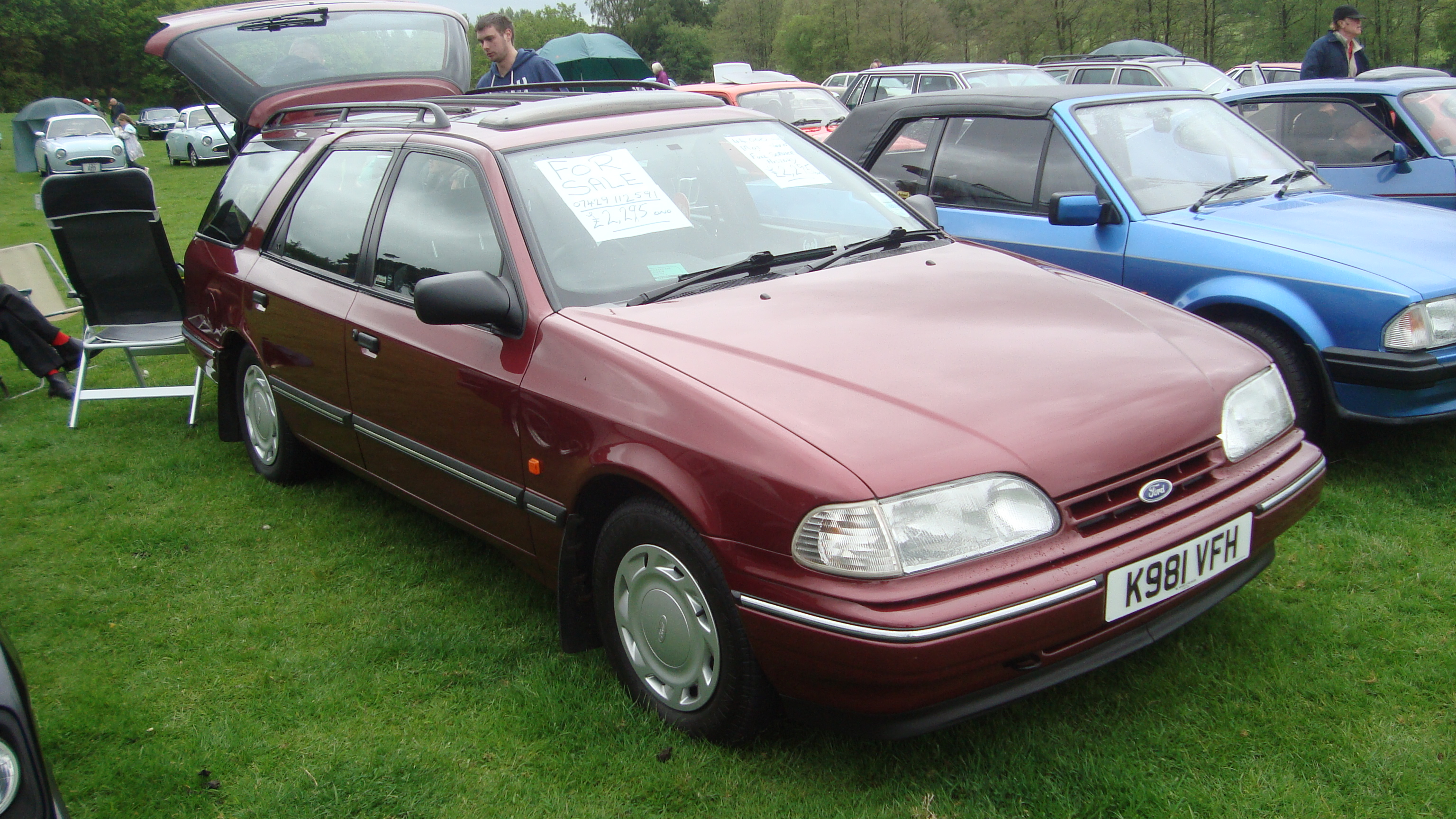